# Bryum tristaniense
Bryum tristaniense là một loài rêu trong họ Bryaceae. Loài này được Dixon & Christoph. mô tả khoa học đầu tiên năm 1960.